# SV Dessau 05
Der SV Dessau 05 ist ein Fußballverein aus Dessau-Roßlau in Sachsen-Anhalt. Die Spielstätte des Vereins ist der Sportplatz Schillerpark, der Platz für etwa 5.000 Zuschauer bietet. Die Oberligaspiele des SV Dessau 05 wurden allerdings im Paul-Greifzu-Stadion Dessau ausgetragen, das eine Kapazität von 22.000 Plätzen hat.

## Geschichte

### Vorkriegszeit
Der Verein wurde im Juli 1905 als FC Adler 1905 Dessau gegründet und nannte sich nach der Fusion mit der Fußballabteilung des evangelischen Jugendvereins zu St. Johannis im Oktober desselben Jahres Dessauer FC 1905. Nach der Fusion mit der Sportlichen Vereinigung BAMAG Dessau am 22. Februar 1919 nannte sich der Verein fortan VfR Dessau 1905. Den Namen SV Dessau 1905 erhielt der Club am 5. November 1921 nach dem Zusammenschluss mit der SpVgg Dessau.
1935 qualifizierte sich der Verein für die Gauliga Mitte, damals die höchste deutsche Spielklasse. Nach einem fünften Platz in der ersten Saison beherrschten die Dessauer die Liga in den folgenden Jahren. 1937 wurden der Verein erstmals Gaumeister und qualifizierte sich so für die Endrunde um die deutsche Meisterschaft 1937. Dort wurde Dessau in einer Gruppe mit dem VfB Stuttgart, Wormatia Worms und dem Spielverein 06 Kassel Tabellendritter und schied somit in der Vorrunde aus. Nach der erfolgreichen Verteidigung des Gaumeistertitels nahmen die Dessauer 1938 erneut an der Endrunde um die deutsche Meisterschaft 1938 teil. In einer Gruppe mit dem FC Schalke 04, BSV 1892 Berlin und dem VfR Mannheim wurde Dessau erneut Dritter. Am 16. Oktober 1938 wurden die Sportanlagen am Schillerpark nach einer grundlegenden Neugestaltung mit einem 4:1-Erfolg vor 18.000 Zuschauern gegen Schalke 04 eingeweiht. 1939 gewannen die Dessauer zum dritten Mal in Folge die Gaumeisterschaft und werden in der Meisterschaftsendrunde Tabellenvierter hinter Admira Wien, VfR Mannheim und den Stuttgarter Kickers. In den folgenden Jahren wurde Dessau zweimal Vizemeister, bevor der Verein erneut dreimal in Folge die Gaumeisterschaft erringen konnte. In der Endrunde um die deutsche Meisterschaft schieden die Dessauer jedoch immer früh aus. 1942 erreichte der Club das Viertelfinale um den Tschammerpokal 1942. Nach Siegen über Eintracht Braunschweig, SpVgg Döbeln und den Hamburger SV verloren die Dessauer gegen Schalke 04.

### DDR

Historisches Logo der BSG Waggonbau

Logo der BSG Motor Dessau (1950–1989)

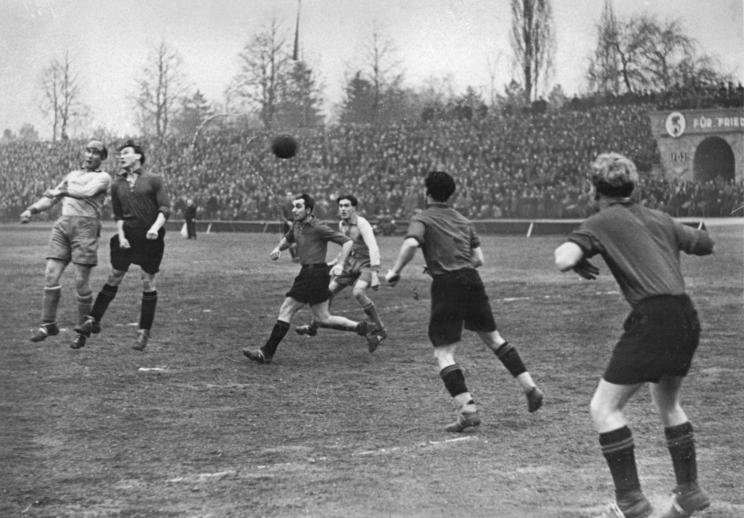
Spielszene KWU Erfurt gegen Motor Dessau im März 1951 in Erfurt, Ergebnis 1:2

Nach der Auflösung aller Sportvereine im Jahr 1945 wurde der Verein als Blau-Weiß Dessau neugegründet. In der Folgezeit kam es zu zahlreichen Namensänderungen. So nannte sich der Verein 1947 Sport-Union Dessau und 1948 SG Dessau-Nord. 1949 wurde er zur BSG Waggonbau Dessau und ab August zur BSG Waggonfabrik Dessau. Am 2. Februar 1950 kam es zur vorerst letzten Umbenennung in BSG Motor Dessau.
1949 wurde die Betriebssportgemeinschaft nach einem 1:0-Erfolg im Finale in Halle gegen BSG Gera-Süd erster FDGB-Pokalsieger. Dadurch gelang auch die Qualifikation für die 1949 neu gegründete DDR-Oberliga (wie sie ab 1950 hieß), wo man in der ersten Saison einen achtbaren dritten Rang erreichte. Am 1. August 1952 wurde Willi Braun Trainer der Dessauer und startete mit der Mannschaft mit einer Siegesserie in die Oberligasaison 1952/53. Nach 13 Spieltagen hatten die Dessauer 25:1 Punkte und 42:14 Tore auf ihrem Konto und führten die Tabelle mit acht Punkten Vorsprung vor Turbine Erfurt an. Während dieser Siegesserie wurde auch der ewige Zuschauerrekord in Dessau erreicht. Den 2:1-Erfolg im Heimspiel gegen Chemie Leipzig sahen 32.000 Zuschauer. Ende 1952 musste Erfolgstrainer Braun sein Amt abgeben, da er als politisch nicht zuverlässig galt. Ohne ihn holte die Mannschaft in der Rückrunde nur noch zehn Punkte, sodass es am Saisonende nur zu Platz sechs reichte. In der folgenden Saison 1953/54 stiegen die Dessauer unter ihrem neuen Trainer Walter Fritzsch nach fünf Jahren Oberligazugehörigkeit ab. Bis 1967 spielte der Verein mit wenigen Unterbrechungen in der zweitklassigen DDR-Liga, verschwand danach aber in den Niederungen des DDR-Fußballs. Die Vormachtstellung in der Stadt übernahm fortan die ASG Vorwärts Dessau.

### Nach der Wende
1989 benannte sich der Verein in SG Waggonbau 05 Dessau um, bevor der Verein am 22. April 1995 seinen ursprünglichen Namen SV Dessau 05 zurückerhielt. Im Jahr 2004 gelang den Dessauern der Aufstieg in die Oberliga Nordost, jedoch stieg der Verein 2005, im Jahr seines hundertjährigen Bestehens, wieder ab. Anlässlich des 100-jährigen Bestehens gab es ein Freundschaftsspiel zwischen dem SV Dessau 05 und dem deutschen Rekordmeister FC Bayern München im Jahr 2005, welches der deutsche Fußball-Rekordmeister mit 10:1 für sich entschied. Nach dem Abstieg in die Verbandsliga Sachsen-Anhalt verließen zwölf Spieler den Kader, der hauptsächlich durch Spieler aus der eigenen Jugend aufgefüllt wurde. Am Ende der Saison 2005/06 sicherte sich der SV Dessau 05 den direkten Wiederaufstieg in die damals vierthöchste Spielklasse. Bereits ein Jahr später stieg der Verein jedoch wieder in die Verbandsliga ab.
Im März 2009 beantragte der SV Dessau 05 die Eröffnung eines Insolvenzverfahrens. Mit dem Ende der Verbandsligasaison 2008/09 stieg der Verein in die Landesliga Sachsen-Anhalt ab. Die anschließenden beiden Spielzeiten schloss der SV Dessau 05 jeweils im oberen Tabellendrittel der mittlerweile siebtklassigen Landesliga ab. 2014 erfolgte die Rückkehr in die Verbandsliga.

## Sportliche Erfolge
- Deutsche Fußballmeisterschaft:
  - Achtelfinale: 1942
- DDR-Fußballmeisterschaft
  - Dritter: 1950
- DDR-Fußballpokal
  - Sieger: 1949
- Gauliga Mitte
  - Meister: 1937, 1938, 1939, 1942, 1943, 1944
  - Vize-Meister: 1940, 1941
- Fußball-Verbandsliga Sachsen-Anhalt
  - Meister: 2004, 2006
- Fußball-Landespokal Sachsen-Anhalt
  - Finalist: 2004

## Persönlichkeiten
| - Walter Fritzsch - Benjamin Girke - Franz Graul - Damian Halata | - Wolfgang Klank - Johannes Manthey - Christoph Siefkes - Patrick Siefkes | - Hellmut Schmeißer - Heinz Trenkel - Werner Welzel - Niklas-Wilson Sommer |